# Escadron de bombardement 1/94 Bourbonnais
L'escadron de bombardement 1/94 Bourbonnais est une ancienne unité de combat de l'Armée de l'air française qui volait sur le bombardier stratégique biréacteur Dassault Mirage IVA.
Créé le 1er juin 1966, l'escadron a été dissous sur sa base d'Avord le 1er juillet 1976.

## Escadrilles
- BR 29
- BR 123

## Bases
- Base aérienne 702 Avord

## Appareils
- Dassault Mirage IVA

## Sources
- http://www.traditions-air.fr/index.htm